# Pax Corpus
Pax Corpus est un jeu vidéo d'action et d'aventure cyberpunk développé et édité par le studio français Cryo Interactive en 1997. Il a été édité pour ordinateur PC et pour la console PlayStation.

## Synopsis
Le jeu se déroule dans un univers de science-fiction cyberpunk où la population est entièrement composée de femmes ; les hommes ont tous été tués, et les rares survivants sont des esclaves dénués d'intelligence. La reproduction de la population est assurée par la technologie de clonage d'une puissante corporation, Alcyon, dirigée par Kiyiana Soro. Le joueur incarne une mercenaire, Kahlee, qui travaille pour son propre compte. Kahlee en vient à dévoiler peu à peu un dangereux projet baptisé Pax Corpus. Pax Corpus a été créé par le Dr Ellys pour le compte de Kiyiana Soro. C'est une arme terrible qui émet une radiation capable d'ôter toute liberté de pensée à qui y est exposé trop longtemps ; les gens qui y sont exposés sont intégrés à une entité collective soumise à Alcyon. Kahlee doit déjouer ce complot, tout en entretenant une relation d'amour-haine avec Kiyiana Soro.

## Principe du jeu
Pax Corpus est un jeu d'action à la troisième personne, mais intègre une option permettant de basculer temporairement en vision subjective. Le joueur dirige son personnage dans un environnement modélisé en images de synthèse en 3D précalculée, et doit éliminer divers ennemis à l'aide de plusieurs armes. Au fil du jeu, Kahlee trouve des cartes-mémoires qui lui permettent de progresser en niveau et d'acquérir la maîtrise de nouvelles armes.

## Développement
Pax Corpus est né sous la forme d'un projet d'adaptation de la série animée américaine Æon Flux, commandé à Cryo par Viacom New Media. Une première version du jeu est présentée à la convention E3 en 1996. Le scénario s'inspirait de l'épisode de la série intitulé « Le Démiurge ». Mais la fusion entre Viacom et Virgin Interactive a conduit à l'abandon de la commande. Selon une page du « Cimetière des jeux vidéo » du site GameSpot, l'abandon du projet a eu lieu lorsque Spelling Entertainment, ayant pris le contrôle de Viacom, a fusionné Viacom avec Virgin Interactive et a annulé tous les projets en cours chez Viacom. Le développement du jeu étant déjà très avancé, Cryo a changé les noms des personnages et certains détails de l'univers pour en ôter les éléments copyrightés Æon Flux, puis a tout de même édité le jeu sous le titre Pax Corpus.